# Masatoshi Koshiba
Masatoshi Koshiba (小柴 昌俊 Koshiba Masatoshi?), (Toyohashi, Prefectura de Aichi, 19 de septiembre de 1926-Tokio, 12 de noviembre de 2020) fue un físico japonés que ganó el Premio Nobel de Física en 2002.

## Vida
Se graduó de la Universidad de Tokio en 1951 y recibió un doctorado. en física en la Universidad de Rochester , Nueva York, en 1955. Desde julio de 1955 hasta febrero de 1958 fue investigador asociado en el Departamento de Física y en la Universidad de Chicago; de marzo de 1958 a octubre de 1963, fue profesor adjunto del Instituto de Estudios Nucleares de la Universidad de Tokio, aunque de noviembre de 1959 a agosto de 1962  se licenció como investigador asociado principal con el rango honorario de profesor adjunto y como Director, Laboratorio de Física de Altas Energías y Radiación Cósmica, Departamento de Física, Universidad de Chicago. En la Universidad de Tokio se convirtió en profesor asociado en marzo de 1963 y luego profesor en marzo de 1970 en el Departamento de Física de la Facultad de Ciencias y profesor emérito allí en 1987. De 1987 a 1997, Koshiba enseñó en la Universidad de Tokai. En 2002, ganó conjuntamente el Premio Nobel de Física "por sus contribuciones pioneras a la astrofísica., en particular para la detección de neutrinos cósmicos ". (Las otras acciones del Premio de ese año fueron otorgadas a Raymond Davis Jr. y Riccardo Giacconi de los Estados Unidos) 
El trabajo galardonado de Koshiba se centró en los neutrinos, partículas subatómicas que habían dejado perplejos a los científicos durante mucho tiempo. Desde la década de 1920 se sospechaba que el Sol brilla debido a reacciones de fusión nuclear que transforman el hidrógeno en helio y liberan energía. Posteriormente, cálculos teóricos indicaron que en estas reacciones deben liberarse innumerables neutrinos y, en consecuencia, que la Tierra debe estar expuesta a una inundación constante de neutrinos solares. Sin embargo, debido a que los neutrinos interactúan débilmente con la materia, solo uno en un billón se detiene en su camino a la Tierra. Así, los neutrinos adquirieron la reputación de ser indetectables.
En la década de 1980, Koshiba, basándose en el trabajo realizado por Raymond Davis, construyó un detector de neutrinos subterráneo en una mina de zinc en Japón. Llamado Kamiokande II, era un enorme tanque de agua rodeado de sensores electrónicos para detectar los destellos de luz producidos cuando los neutrinos interactuaban con los núcleos atómicos de las moléculas de agua. Koshiba pudo confirmar los resultados de Davis: que el Sol produce neutrinos y que se encontraron menos neutrinos de lo esperado (un déficit que se conoció como el problema de los neutrinos solares ). En 1987, Kamiokande también detectó neutrinos de una explosión de supernova fuera de la Vía Láctea . Después de construir un detector más grande y sensible llamado Super-Kamiokande, que entró en funcionamiento en 1996, Koshiba encontró pruebas sólidas de lo que los científicos ya habían sospechado: que los neutrinos, de los cuales se conocen tres tipos, cambian de un tipo a otro en vuelo; esto resuelve el problema de los neutrinos solares, ya que los primeros experimentos solo pudieron detectar un tipo, no los tres.
Koshiba fue miembro de la Junta de Patrocinadores del Boletín de Científicos Atómicos, y también miembro extranjero de la Academia de Ciencias de Bangladés y también mecenas fundador del Comité Directivo del Premio Edogawa NICHE. Murió el 12 de noviembre de 2020 en Tokio a la edad de 94 años.